# Марченко Володимир Миколайович
Марченко Володимир Миколайович — президент Нотаріальної палати України (обраний З’їздом нотаріусів України 23 квітня 2016 року, 20 квітня 2018 року, 17 червня 2021 року). Доктор філософії в галузі «Право» (PhD), 2021

## Освіта
У 1994 році закінчив Українську юридичну академію за спеціальністю «Правознавство».

## Робота
В 1993 році обіймав посаду державного нотаріуса в Першій феодосійській державній нотаріальній конторі АР Крим, з травня 1994 року зареєстрував приватну нотаріальну діяльність по Феодосійському міському нотаріальному округу. З травня 1996 року перереєстрував приватну нотаріальну діяльність по Харківському міському нотаріальному округу.
У зв'язку з обранням президентом Нотаріальної палати України нотаріальна діяльність призупинена.
На громадських засадах — шеф-редактор науково-практичного журналу «Мала енциклопедія нотаріуса».
Член Академії нотаріату України. Почесний член Спілки юристів України.
Автор та співавтор низки статей, монографій, книг.

## Сімейний стан
Одружений, має двох синів.

## Нагороди і відзнаки
- «Золотий параграф» (вища відзнака Української нотаріальної палати);
- Диплом лауреата III Всеукраїнського конкурсу на вище професійне досягнення «Юрист року» у номінації «Нотаріус» за підсумками 2002 року;
- Лауреат регіонального рейтингу «Харків'янин року 2005» у номінації «Державні та суспільні діячі»;
- Диплом Асоціації правників України за визначний внесок в розвиток та діяльність АПУ у 2008 році;
- Почесна грамота Спілки юристів України;
- Подяки та почесні грамоти Харківської міської ради, Харківської обласної державної адміністрації;
- Диплом Всеукраїнського благодійного Фонду «Сприяння реформування нотаріату».